# Steve McCurry
Steve McCurry, né le 24 février 1950 à Philadelphie, dans l'État de Pennsylvanie, États-Unis, est un photographe américain.
Membre de l'Agence Magnum depuis 1986, à la recherche de ce qu'il appelle « l'inattendu, le moment du hasard maîtrisé, qui permet de découvrir par accident des choses intéressantes que l'on ne cherchait pas. »
Il est très connu pour sa photographie en couleurs très évocatrice, dans la tradition du reportage documentaire, et notamment pour le portrait volé de l'adolescente afghane Sharbat Gula prise pendant la guerre d'Afghanistan,.

## Biographie
Steve McCurry rêvait, étant jeune, de devenir un cinéaste documentaire. Il fit des études au Collège d'arts et d'architecture de l'université d'État de Pennsylvanie, où il a obtenu un diplôme « avec félicitations ». À dix-neuf ans, il passe une année à voyager en Europe, un peu partout, travaillant comme serveur dans un restaurant à Amsterdam, puis à Stockholm. Il est ensuite parti à la découverte de l'Amérique du Sud, puis de l'Afrique. « Je crois que j'ai toujours voulu voir le monde, explorer de nouvelles cultures », dit-il dans une interview publiée sur internet à l'occasion de la sortie de son livre Sud Sud-Est, qui rassemble ses images de l'Asie du Sud et du Sud-Est.
McCurry a donc cherché une profession lui permettant de concrétiser cette envie. Il commença sa carrière en travaillant deux ans comme photographe dans un journal local, qu'il quitta pour partir en Inde, en 1978, comme photojournaliste pigiste. C'est là, qu'il a appris à observer la vie et à attendre. Il se rendit compte que lorsque l'on attend, « les gens oublient l'appareil et leur âme pénètre dans l'image. »
Sa carrière s'est trouvée lancée quand, déguisé avec une tenue indigène, il franchit la frontière entre le Pakistan et l'Afghanistan pour pénétrer dans les zones contrôlées par les moudjahiddins (« combattants d'Islam »), juste avant l'invasion soviétique. Quand il ressortit — il avait fait coudre les rouleaux de film à l'intérieur de ses vêtements — ses images furent publiées dans le monde entier et étaient parmi les premières qui montraient le conflit qui venait de débuter. Son reportage obtint le Prix Robert Capa Gold Medal 1980 pour le meilleur reportage photographique à l'étranger, une récompense consacrant les photographes ayant fait preuve d'un courage et d'un esprit d'initiative exceptionnels.
McCurry a couvert beaucoup de zones de conflits internationaux ou civils, parmi lesquels la guerre Iran-Irak, la guerre civile libanaise, le Cambodge, les Philippines, la guerre du Golfe, l'éclatement de l'ex-Yougoslavie et l'Afghanistan, mais il se dit surtout intéressé par les effets  de la guerre sur les populations civiles.
En 2001, Steve McCurry participe à l'exposition internationale d'art organisée par l'agence Leo Burnett avec le peintre italien Umberto Pettinicchio, à Lausanne en Suisse. En avril 2016, l'image du photojournaliste est écornée par le scandale des photos retouchées,. On découvre que de nombreuses photos ont été retouchées ou mises en scène. Son portrait de l'Afghane aux yeux verts ne fait pas exception.

## New York, 11 septembre 2001
Le 11 septembre 2001, Steve McCurry était chez lui à New York, dans un appartement donnant sur Washington Square Park, lorsque les avions percutèrent les tours du World Trade Center.
Il venait juste, la nuit précédente rentrer du Tibet, et était en train d'ouvrir son courrier. Son assistante, Deborah Hardt, l'appelle pour lui dire de regarder vite  par la fenêtre. Lorsqu'il vit la fumée et les flammes, il saisit son appareil photo et grimpa en courant jusqu'au toit de son immeuble, d'où il avait une vue dégagée sur tout Lower Manhattan. Entre le moment où il a commencé à photographier depuis son toit et l'écroulement de la première tour, il ne s'est écoulé que quarante minutes. Il s'est ensuite précipité sur place avec son assistante, et après avoir franchi les barrages de police, a pu photographier le chaos indescriptible qu'il avait sous les yeux, jusqu'à la tombée de la nuit. Il y est retourné le lendemain matin, très tôt, profitant de l'obscurité pour pénétrer dans la zone interdite, et est resté là à prendre des photos aussi longtemps qu'il put avant d'être refoulé du secteur. Dans son Journal, il note : « La tristesse était indescriptible. J'avais vu ces bâtiments chaque jour de ma fenêtre. Ils étaient, pour moi, encadrés avec la voûte de Washington Square », et encore : « J'ai essayé de traduire sur la pellicule ce que je ressentais, l'horreur et la perte. C'était totalement un autre niveau du mal. »

## L'Afghane aux yeux verts

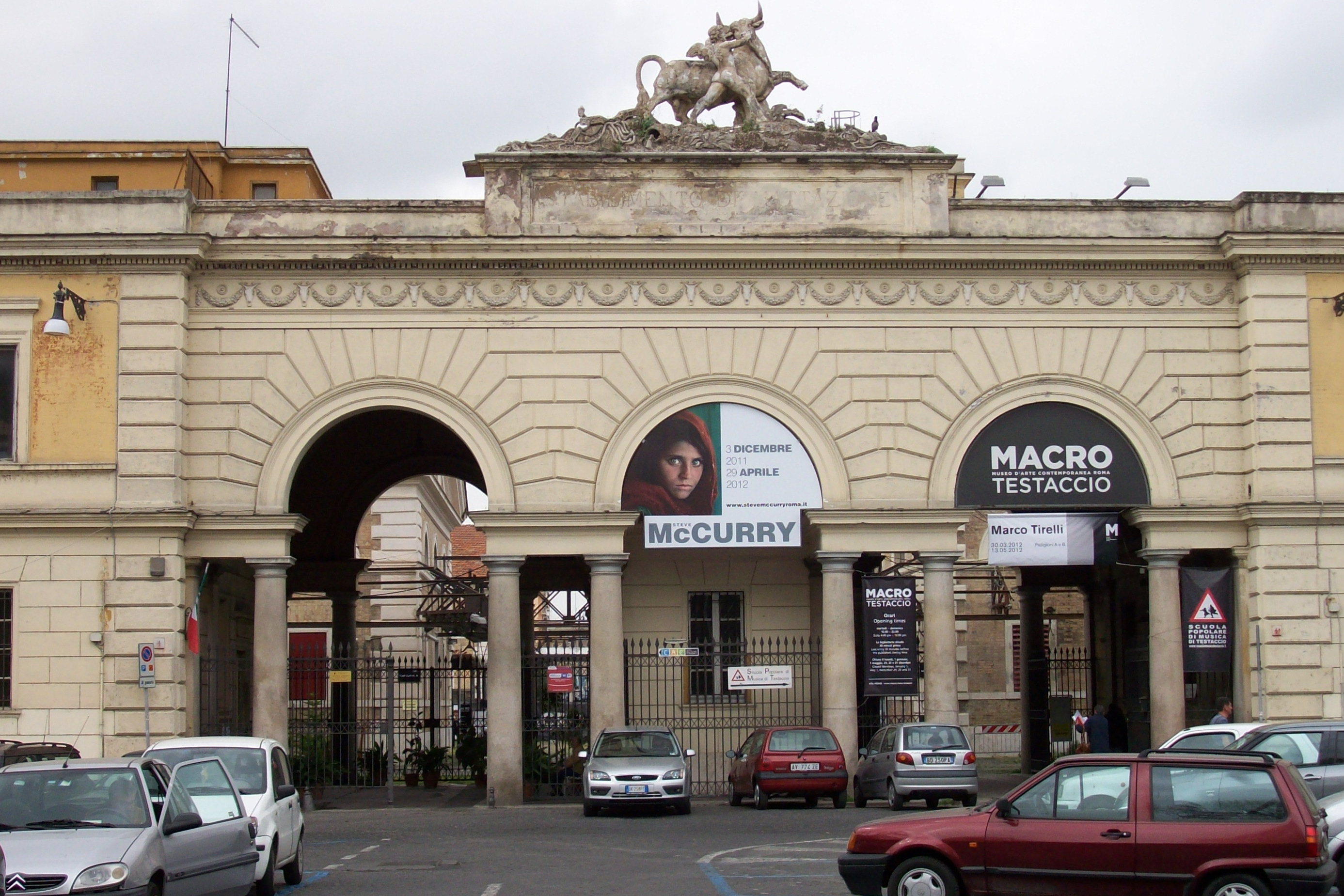
Exposition de Steve McCurry à Rome

Parcourant le monde, Steve McCurry réalise de nombreuses photographies, dont le célèbre portrait d'une jeune afghane réfugiée au Pakistan, intitulé Afghan Girl. Le National Geographic Magazine, qui a publié plusieurs de ses clichés, en fait la couverture de son numéro de juin 1985. McCurry n'apprend son nom — Sharbat Gula — qu'en janvier 2002, avant de la photographier de nouveau,.
Qualifiée d'iconique, cette image devient la plus connue du magazine, qui la reprend comme couverture pour son ouvrage rétrospectif National Geographic 100 Best Pictures en 2002.

## La polémique des photographies retouchées, 29 avril 2016
Le 29 avril 2016, le photographe italien Paolo Viglione a découvert que l'une des photos de Steve McCurry exposées au palais Venaria Reale à Turin avait été retouchée. Paolo Viglione découvre un détail troublant à l’arrière-plan de la photo Cuba : un morceau de poteau de signalisation manquant traîne dans les pieds d’un piéton tout proche. Entre-temps, différents blogs et sites d'actualité reprennent l’information,, mettant en avant cette « modification » de la réalité dans deux autres photos de Steve McCurry. Le 31 mai, face à la preuve incontestable de ses propres manipulations visuelles, McCurry a été contraint de redéfinir son statut de  photographe : interviewé par le Time Magazine, Steve McCurry déclarera : « Je suis un conteur visuel, pas un photojournaliste. »
À la suite d'une enquête, l'agence Magnum et le National Geographic ont retiré certaines photographies suspectées de manipulation de Steve McCurry de leurs sites web.
Les explications de Steve McCurry, se qualifiant de « conteur visuel », (Raconter des histoires, narrateur), et « non de photojournaliste » n'ont pas convaincu le comité d'éthique du National Press Photographers Association (Association nationale des photographes de presse NPPA) des États-Unis, qui a publié un communiqué sévère à l'endroit du photographe, le 25 mai 2016. « Se distancer du photojournalisme, sur lequel McCurry a bâti sa carrière, ne sera pas aussi facile que de diffuser un communiqué de presse et s'autoproclamer photographe artistique », déclare l'association. « Nonobstant le titre  que Steve mcCurry se donne aujourd'hui, il a la responsabilité de respecter les standards éthiques de ses pairs et du public, qui voit en lui un photojournaliste », écrit le comité, qui conclut que « toute altération de la vérité constitue un manquement à l'éthique ».
Peter van Agtmael, photographe, confrère de Steve McCurry à l'agence Magnum a réagi à la polémique sur le blog photo du Time Magazine. Ce premier utilise l'argument de la subjectivité : « La photographie est une profession incroyablement subjective. Dans les critiques faites à l’égard de McCurry, les mots “vérité” et “objectivité”, très forts, reviennent beaucoup. Je ne crois pas vraiment en ces mots. » Il explique que cette part de subjectivité donne lieu donc à des « manipulations » telles que les« Style, choix d’objectif, position, quoi montrer et quoi exclure du cadre, éditer, choix de l’équipement, contraste, séquence. » Van Agtmael défend aussi la bonne foi de son collègue : « S’il avait voulu manipuler les images, pourquoi aurait-il approuvé un travail si incroyablement mal fait ? Son explication selon laquelle quelqu’un de son studio a agi unilatéralement semble assez plausible. »

## Distinctions et récompenses internationales

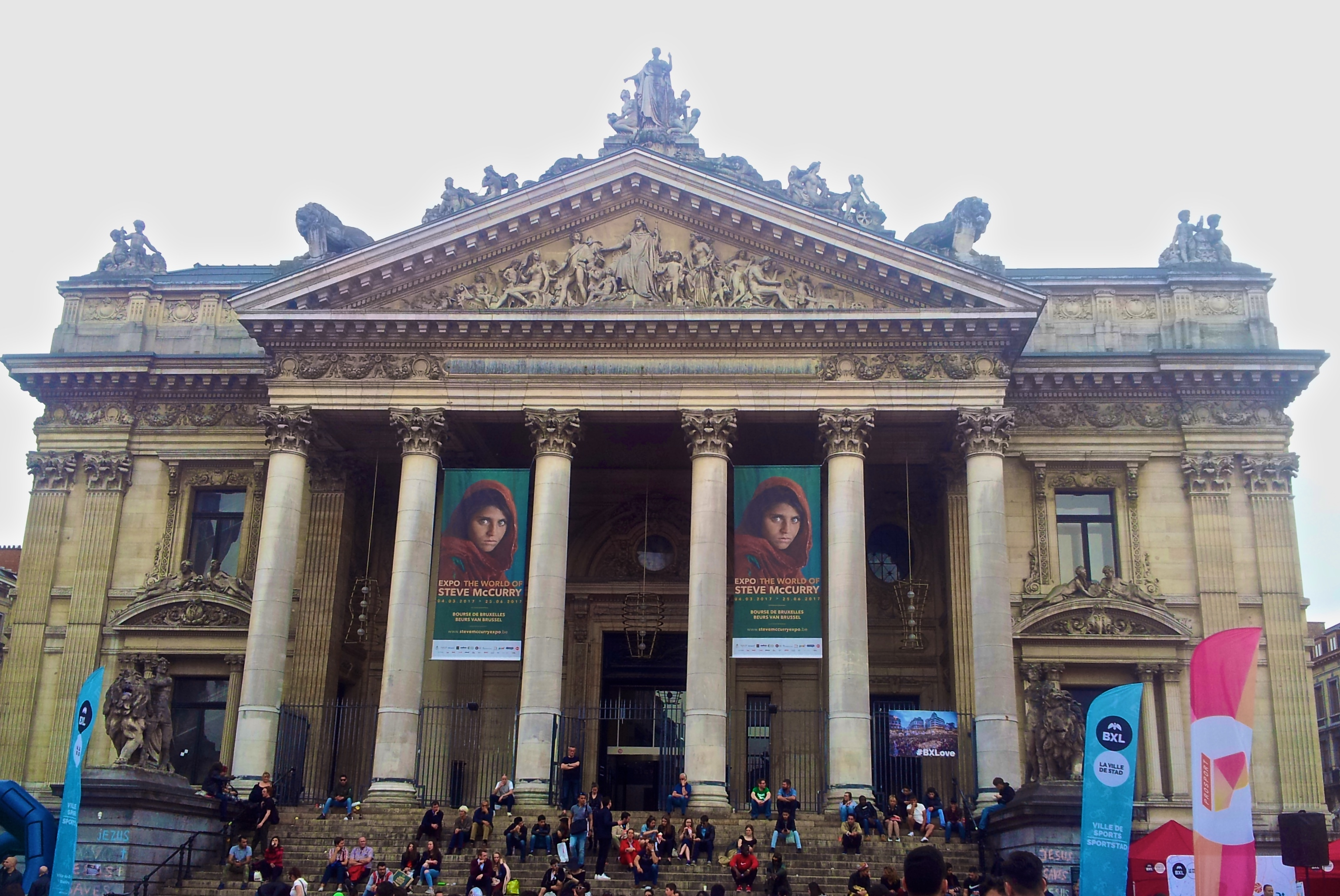
Affiche à l'effigie de Sharbat Gula qui annonce l’exposition The World of Steve McCurry au Palais de la Bourse à Bruxelles - Mai 2017.

Il a reçu de nombreux prix, dont celui de « Photographe magazine de l'année », remis en 1984 par l' Association nationale des photographes de presse américaine. C'est cette même année qu'il a obtenu — fait sans précédent — quatre Premiers prix, lors du concours du World Press Photo. Il a également remporté à deux reprises le prix Olivier Rebbot.
En 2012, l'association Reporters sans frontières qui défend la liberté de l'information, publie l'album 100 photos de Steve McCurry pour la liberté de la presse.
Steve McCurry a reçu de nombreux prix et distinctions, notamment de NPPA, World Press Photo et Pictures of the Year International (POYi). En voici, ci-dessous, une sélection.

### Prix photographiques
- 1980 : Prix Robert Capa Gold Medal[23].
- 1984 : National Press Photographers Association: Magazine Photographer of the Year[5].
- 1985 : National Geographic, Magazine Photographer of the Year [24].
- 1991 : 1st prize, General News stories [25].
- 1991 : Individual awards, Children's Award [26].
- 1995 : National Geographic, Magazine Photographer of the Year [24].
- 2003 : Lucie Award du photojournalisme.
- 2006 : Prix : Editing Division / Magazine Multiple Page Feature Story [27].
- 2011 : Prix Leica Hall of Fame.
- 2012 : Grand prix de reconnaissance spécial du jury du concours POYi [28],[29] pour The Iconic Photographs , publié par Phaidon Press.

### Titre honorifique
- Docteur honoris causa ès Lettres et sciences humaines de l'université Fairleigh-Dickinson (New Jersey, États-Unis), 2002.

### Décoration
- Chevalier de l'ordre des Arts et des Lettres (promotion de dignitaires étrangers 2013)[30]

## Citations
- « Je suis un conteur visuel, pas un photojournaliste. »[18]
- « Je ne me suis jamais considéré comme un photographe de guerre, bien que mon travail en Afghanistan soit, je pense, l'une des périodes les plus dangereuses de ma vie. »[31]

## Expositions
- 2005 : Paris Photo 2005, du 17 novembre 2005 au 20 novembre 2005, Carrousel du Louvre, Paris, France.
- 2006 : Sojourn: Narratives of Asia, du 25 novembre 2006 au 27 janvier 2007, ModenArte. Modena, Italie.
- 2007 : Exposition de Steve McCurry, du 3 mai 2007 au 23 juin 2007, Fahey Klein Gallery, Los Angeles, États-Unis.
- 2007 : Exposition de Steve McCurry, du 7 septembre 2007 au 7 octobre 2007, Rennes, France.
- 2007 : Steve McCurry Photographies, du 1er juillet 2007 au 31 juillet 2007, Galerie Frédéric Got Fine Art, Paris, France.
- 2007 : Magnum à l'affiche, Une expo dans la rue, du 5 juillet 2007 au 25 juillet 2007.
- 2008 : Renaître à la vie - Agence Magnum, du 29 décembre 2008 au 30 décembre 2008, Musée de l'Homme, Palais de Chaillot, Paris, France.
- 2008 : Jordan Festival, du 8 juillet 2008 au 9 août 2008, Contemporary Arts Jordan Festival, Jordan Tourism Board, Zara Centre, Jordanie.
- 2014 : Steve McCurry - Rétrospective, du 27 juin 2014 au 21 septembre 2014, Théâtre de la Photographie et de l’Image, Nice, France[32].
- 2016 : Steve McCurry, du 27 mai 2016 au 30 juin, Galerie Got, Montréal, Québec[33],[34],[35].
- 2019 : Le Monde de Steve McCurry, du 6 février 2019 au 26 mai 2019, La Sucrière, Lyon, France[36].
- 2021 : In Search Of Elsewhere, du 4 mars au 30 avril 2021, Galerie Polka, Paris, France[37].
- 2021 : Le Monde de Steve McCurry, du 9 décembre 2021 au 31 juillet 2022, Musée Maillol, Paris, France[38].
- 2023 : Enfants, Palais Ducal, Gênes, du 25 novembre 2023 au 10 mars 2024 [39]
- 2024 : Regards, rassemblant les 80 photographies les plus emblématiques de Steve McCurry recouvrant près de 40 ans de carrière, Caumont-Centre d'art, Aix-en-Provence, du 8 novembre 2024 au 23 mars 2025 [40],[41],[42]